# キャプチュード
キャプチュード（Captured）は、プロレス技の一種である。日本名は捕獲投げ（ほかくなげ）。

## 概要
前田日明のオリジナル技。向かい合った相手の右腿を左手で内側から抱え込み、相手の左肩の上に右腕を引っ掛けて、体をブリッジさせる勢いで相手を後方へと反り投げて背中を叩きつける。
キャプチュードはフィッシャーマンズ・スープレックスと形態がやや類似しているがフィッシャーマンズ・スープレックスが相手の首を腋の下に抱え込み、ブレーンバスターと同じ姿勢になるのに対してキャプチュードは相手の首を腋の下に抱え込まず、正面からクリンチする形となる。足の取り方もフィッシャーマンズ・スープレックスが相手の腿に上から腕を回し、片腋に抱きかかえるのに対してキャプチュードは相手の膝の下に腕を通して下から抱え上げる形を取る。スープレックスとしての反り方もフィッシャーマンズ・スープレックスがジャーマン・スープレックスのように真後ろに反り投げてピンフォールを取りに行くのに対してキャプチュードは必ずしも真後ろに反り投げてフォールを取りに行くばかりとは限らず、スロイダーや閂スープレックスのように軽く捻りを加えながら斜め後方へと投げ捨てる事もあり、頭の抱え方によっては肩からではなく脳天から落とす場合もあるなどの相違点が存在する。
キャプチュードは相手の膝を下から上腕で抱え上げる故に受け手の股関節の柔軟性により、どのような形で体を抱え込めるかが変化する。掛け手の肩の上まで足を振り上げられる柔軟性を受け手が持っていれば、掛け手は膝を抱え上げた腕を首へ回した側の腕まで伸ばして両手を完全にクラッチできるので、そのまま真後ろへ反り投げる事が可能になるが受け手の足を、それ程持ち上げられないような場合には必然的にスロイダーのように斜め後方へと捻り投げる形となりやすい。
キャプチュードは1980年代初頭に新日本プロレスの前田がイギリス修行を経て会得したスープレックスの一種である。前田が1986年以降入場曲として使用した、イギリスのプログレッシブ・ロック・バンドであるキャメルが1981年にリリースしたアルバム、『ヌードの物語 〜Mr.Oの帰還〜』の11曲目として収録されている同名の曲に由来するキャプチュードという名称が付く以前は、アキラ・スペシャル（Akira Special）とも呼ばれていた。
キャプチュードという名称は日本以外ではあまり用いられず、海外ではキャプチャー・スープレックス（Capture Suplex）と呼ばれている。後方へと反り投げるスープレックス型のキャプチュードは軽く捻りながら斜め後方へと投げ捨てるスープレックス型と区別されているため、ブリッジド・キャプチャー・スープレックス（Bridging Capture Suplex）とも呼ばれる。ヘッド・アンド・レッグ・スープレックス（Head And Leg Suplex）とも呼ばれる場合もある。
応用技として相手が右足で放ったキックを掴んで仕掛けるカウンター式、相手をコーナー最上段に座らせて自身もセカンドロープに登って仕掛ける雪崩式がある。ロープワークからジャンピング・ニー・バットを仕掛けてきた相手を正面から受け止めて仕掛ける場合もある。

## 主な使用者
- 前田日明
- 長井満也
- 成瀬昌由
- 幸村ケンシロウ
- 佐々木日田丸
- 丸藤正道
- デイビーボーイ・スミス・ジュニア

## 作品での使用例
- ファイヤープロレスリング - 前田をモチーフにした架空のプロレスラー「冴刃明」が必殺技として使用しているシリーズ作品が多い。
- バーチャファイターシリーズ - 登場キャラのプロレス技を使うウルフ・ホークフィールドが当て身技として使用する。
- キン肉マン - 主人公のキン肉スグルが師匠であるプリンス・カメハメから直接伝授された52の関節技の1つとして対キン肉マンスーパー・フェニックス戦で使用している。
- ストリートファイターV - ザンギエフの必殺技の1つ。
- レッスルエンジェルス - パンサー理沙子の必殺技。
- ファイヤーレオン - 主人公の剛藤タケルから採取したDNAを元に誕生したクローン人間「ブラックレオン」が剛藤の変身した姿「ファイヤーレオン」に使用している。
- 黒髪のキャプチュード - 登場人物の多くがプロレス技から名前を付けられており、キャプチュードは主人公の名前として用いられていた。

## 派生技

### 垂直落下式キャプチュード
向かい合った相手の右腿を左手で内側から抱え込み、相手の左肩の上に右腕を引っ掛けて、相手の体を持ち上げて垂直に近くなったところで背中から倒れ込み、急降下させた相手の頭部を打ちつける。

### どよまんスープレックス
ザ・グレート・サスケのオリジナル技。向かい合った相手の右脇に頭を潜り込ませて相手の右肩の上に左腕を引っ掛けて、外腿の方から相手の左腿の裏に右手を回し、体をブリッジさせる勢いで相手を後方へと反り投げて背中を叩きつける。

### エクスプロイダー
秋山準のオリジナル技。向かい合った相手の右脇に頭を潜り込ませて相手の左肩の上に右腕を引っ掛けて、外腿の方から相手の右腿の裏に左手を回し、体をブリッジさせる勢いで両腕のクラッチを切って相手を後方へと反り投げて背中を叩きつける。
秋山より、以前に飯塚高史が開発したブリザード・スープレックスはエクスプロイダーと同じ組み方で向かい合った相手の右脇に頭を潜り込ませて相手の左肩の上に右腕を引っ掛けて、外腿の方から相手の右腿の裏に左手を回し、体をブリッジさせる勢いで相手を後方へと反り投げて背中を叩きつけてブリッジを崩さずにフォールを奪う技であったが秋山は投げっ放し式（ホイップ式）としている事で区別が可能であった。しかし、飯塚が投げっ放し式を使用後はホールド式を使用しなくなったため、ホールド式は消滅状態になっているため、現在はブリザード・スープレックスをエクスプロイダーと同様の技に扱う場合もある。

### キャプチュード・バスター
ジョシュ・バーネットのオリジナル技。向かい合った相手の右腿を左手で内側から抱え込み、相手の左肩の上に右腕を引っ掛けて、相手の体を垂直になるまで抱え上げた相手に体を浴びせかけるように倒れ込み、落下させた相手の後頭部や背中を叩きつける。

### フラッシュ・バーン
B×Bハルクのオリジナル技。向かい合った相手の右腿を左手で内側から抱え込み、相手の左肩の上に右腕を引っ掛けて、相手の体を270度後方回転するようにジャンプして軽く宙に舞わせた相手の背中を叩きつける。